# Terence Rattigan
Terence Rattigan (ur. 10 czerwca 1911 w Londynie, zm. 30 listopada 1977 w Hamilton na Bermudach) – brytyjski pisarz, dramaturg i scenarzysta. Jeden z najpopularniejszych angielskich dramatopisarzy połowy XX wieku.
Pisał głównie komedie społeczno-obyczajowe, np. The Winslow Boy (1946) oraz dramaty psychologiczne, m.in.: Głębokie, błękitne morze (1952, polska premiera w telewizji 1980), Ross (1960, poświęcony postaci Lawrence’a z Arabii).